# Commedia dell'arte
A commedia dell'arte (pronúncia italiana: [komˈmɛːdja delˈlarte]) foi uma forma inicial de teatro profissional, originária do teatro italiano, que era popular em toda a Europa entre os séculos XVI e XVIII. Também é conhecida como commedia alla maschera, commedia improvviso, e commedia dell'arte all'improvviso. Caracterizada por "tipos" mascarados, a commedia foi responsável pela ascensão de atrizes como Isabella Andreini e improvisações baseadas em esquetes ou cenários. Uma commedia é roteirizada mas também improvisada. As entradas e saídas dos personagens são roteirizadas. Uma característica especial da commedia é o lazzo, uma piada ou "algo tolo ou espirituoso", geralmente bem conhecido dos atores e, até certo ponto, uma rotina roteirizada. Outra característica da commedia é a pantomima, que é usada principalmente pelo personagem Arlecchino, agora mais conhecido como Arlequim.
Os personagens da commedia geralmente representam tipos sociais fixos e personagens modelo, como velhos tolos, servos desonestos ou oficiais militares cheios de falsa bravata. Os personagens são "personagens reais" exagerados, como um médico sabe-tudo chamado Il Dottore, um velho ganancioso chamado Pantalone, ou um relacionamento perfeito como os Innamorati. Muitas trupes foram formadas para realizar commedia, incluindo I Gelosi (que tinha atores como Andreini e seu marido Francesco), Confidenti Troupe, Desioi Troupe e Fedeli Troupe. Commedia era apresentada ao ar livre em plataformas ou em áreas populares, como uma piazza (praça). As companhias eram itinerantes e possuíam uma estrutura de esquema familiar. Ao chegarem a cada cidade, pediam permissão para se apresentar nas suas carroças ou em pequenos palcos improvisados. Os atores seguiam apenas um roteiro simplificado (canovaccio) e tinham total liberdade para improvisar e interagir com o público. A forma de teatro se originou na Itália, mas viajou por toda a Europa - até Moscou. Permaneceu posteriormente na França até o século XVIII, quando houve a reforma goldoniana da comédia.

## Personagens

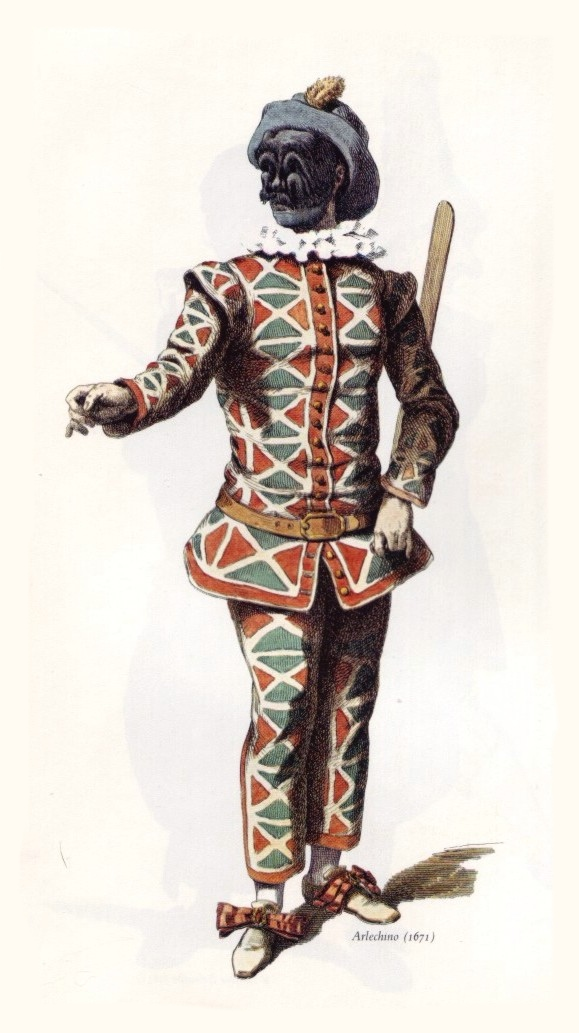
Arlecchino, 1671
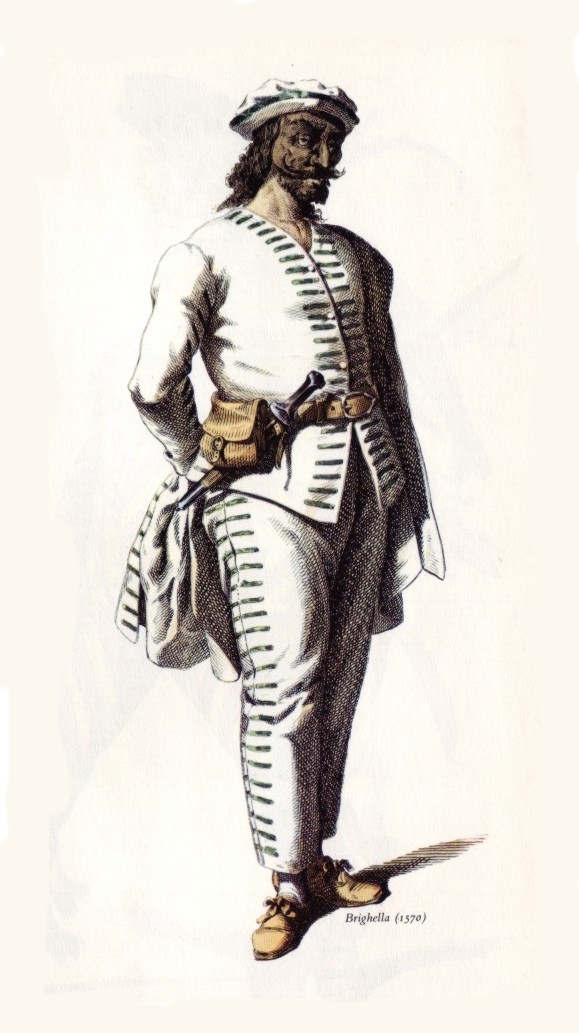
Brighella, 1570
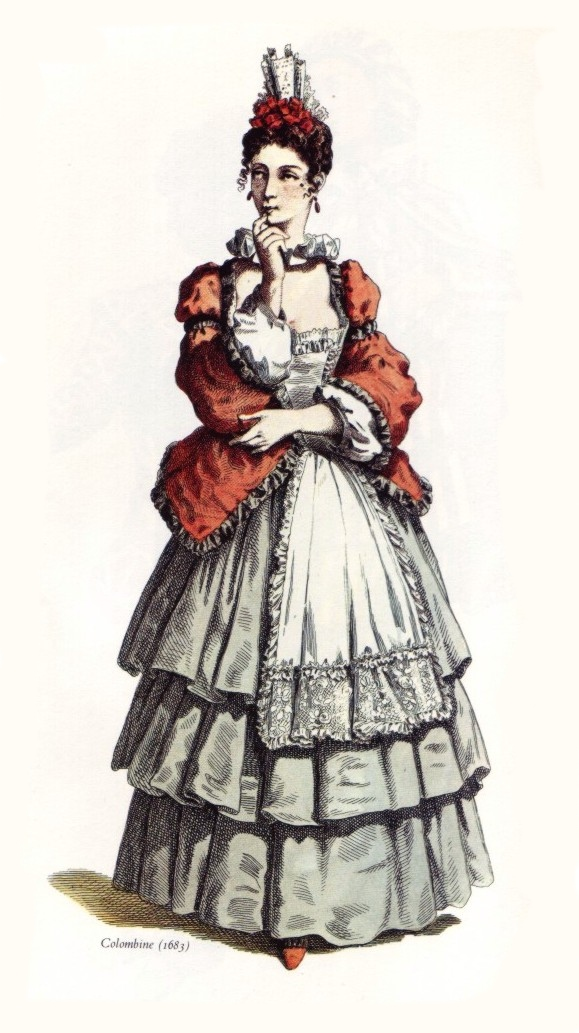
Colombina, 1683

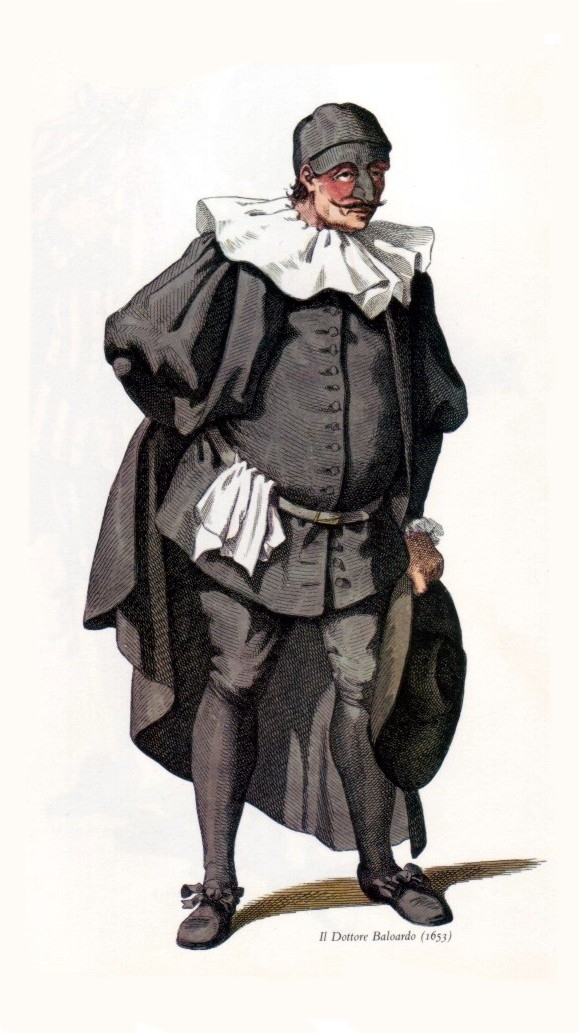
Dottore, 1653
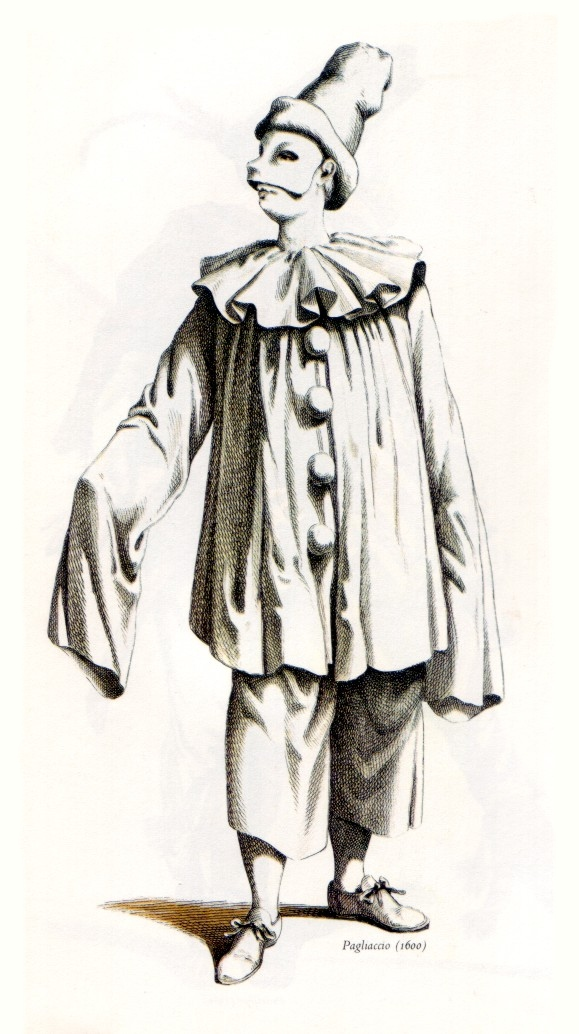
Pulcinella, 1600
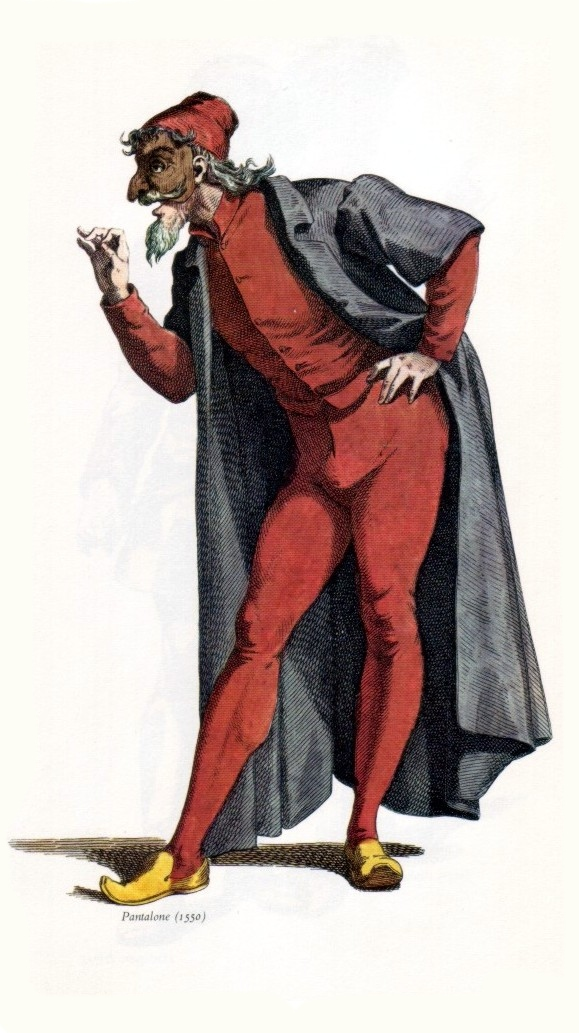
Pantalone, 1550

A commedia possuía 4 personagens modelo:
1. Zanni: servos, palhaços; personagens como Arlecchino, Brighella, Scapino, Pulcinella e Pedrolino[16]
2. Vecchi: velhos ricos, senhores; personagens como Pantalone e Il Dottore
3. Innamorati: jovens amantes da classe alta; como Flavio e Isabella
4. Il Capitano: autodenominados capitães, fanfarrões (Scaramuccia); se do gênero feminino, La Signora.

No século XVII como commedia tornou-se popular na França, os personagens de Pedrolino (que se tornou Pierrot), Columbina e Arlecchino foram refinados e tornaram-se essencialmente parisienses.
| Personagens)             | Máscaras                     | Status                               | Fantasia                                                              |
| ------------------------ | ---------------------------- | ------------------------------------ | --------------------------------------------------------------------- |
| Arlecchino               | Sim                          | servo (às vezes para dois mestres)   | Jaqueta e calça justas coloridas                                      |
| Pulcinella               | Sim                          | servo ou mestre                      | Roupa larga e branca                                                  |
| Il Dottore               | Sim                          | chefe                                | Manto acadêmico preto                                                 |
| Il Capitano / La Signora | Sim                          | solitário indigente                  | Uniforme militar                                                      |
| Innamorati               | Não                          | amantes sem esperança de alta classe | Bem vestido a par com o tempo                                         |
| Pantalone                | Sim                          | homem rico mais velho                | Capas escuras e calças vermelhas                                      |
| Scaramuccia              | Sim, removido posteriormente | fanfarrão com traços de vilão        | vestido preto espanhol                                                |
| Sandrone                 | Sim                          | camponês astuto                      | Jaqueta e calça de veludo cotelê, meias listradas vermelhas e brancas |
| Tartaglia                | Sim                          | estadista gago                       | Grande chapéu de feltro e enorme manto                                |
| Colombina                | Sim                          | empregada alegre                     | Colorido a par com Arlecchino, ou preto e branco                      |
| Pierrot                  | Sim                          | servo, palhaço triste                | Traje branco e esvoaçante com botões grandes                          |

As apresentações eram parcialmente improvisadas em cima de um estoque de situações convencionais: adultério, ciúme, velhice, amor e de um roteiro descritivo das cenas (canovaccio). O diálogo e a ação poderiam facilmente ser atualizados na e ajustados para satirizar escândalos locais, eventos atuais, ou manias regionais, misturados com piadas e bordões. Os personagens eram identificados pelo figurino, máscaras, e até objetos cênicos, como o porrete. Os Lazzi e Conchetti também são usados.
Em uma trama tradicional, os innamorati (enamorados) querem se casar, mas um ou mais vecchi (velhos) estão impedindo-os de se casar; então, eles precisam de um ou mais zanni para ajudá-los. Tipicamente termina tudo bem com o casamento dos enamorados e o perdão por todas as confusões causadas. Há inúmeras variações dessa história, assim como há muitas que divergem completamente dessa estrutura, como uma famosa história em que o Arlecchino fica misteriosamente "grávido".
Os personagens eram interpretados por atores usando máscaras, embora os innamorati não as usassem. Assim como outras formas de teatro da mesma época (como Shakespeare e o teatro isabelino), os italianos vestiam atores homens en travesti – com roupas de mulheres e perucas. Diferentemente dos atores do teatro renascentista inglês, eles o faziam por propósitos humorísticos - não por proibição legal.
O comportamento destas personagens enquadrava-se num padrão: o amoroso, o velho ingénuo, o soldado, o fanfarrão, o pedante, o criado astuto. Scaramuccia, Briguela, Isabela, Colombina, Polichinelo, Arlequim, o Capitão Matamoros e Pantaleone são personagens que esta arte celebrizou e eternizou. Importante na caracterização de cada personagem era o vestuário, e em especial as máscaras. As máscaras utilizadas deixavam a parte inferior do rosto descoberto, permitindo uma dicção perfeita e uma respiração fácil, ao mesmo tempo que proporcionavam o reconhecimento imediato da personagem pelo público.
Categorias de personagens possuíam diversos modelos: Havia o zanni esperto, que movimentava as acções e a intriga, e o zanni rude e simplório, que animava a acção com as suas brincadeiras atrapalhadas. O mais popular é, sem dúvida, Arlequim, o empregado trapalhão, ágil e malandro, capaz de colocar o patrão ou a si em situações confusas, que desencadeavam a comicidade. No quadro de personagens, merecem ainda destaque Briguela, um empregado correcto e fiel, mas cínico e astuto, e rival de Arlequim, Pantaleone ou Pantaleão, um velho fidalgo, avarento e eternamente enganado. Papel relevante era ainda o do Capitano (capitão), um covarde que contava as suas proezas de amor e em batalhas, mas que acabava sempre por ser desmentido.
Alguns personagens representavam regiões ou capitais italianas, como o Meneghino, identificado com a cidade de Milão. Frequentemente eles ainda são símbolos de suas cidades.

## Histórico

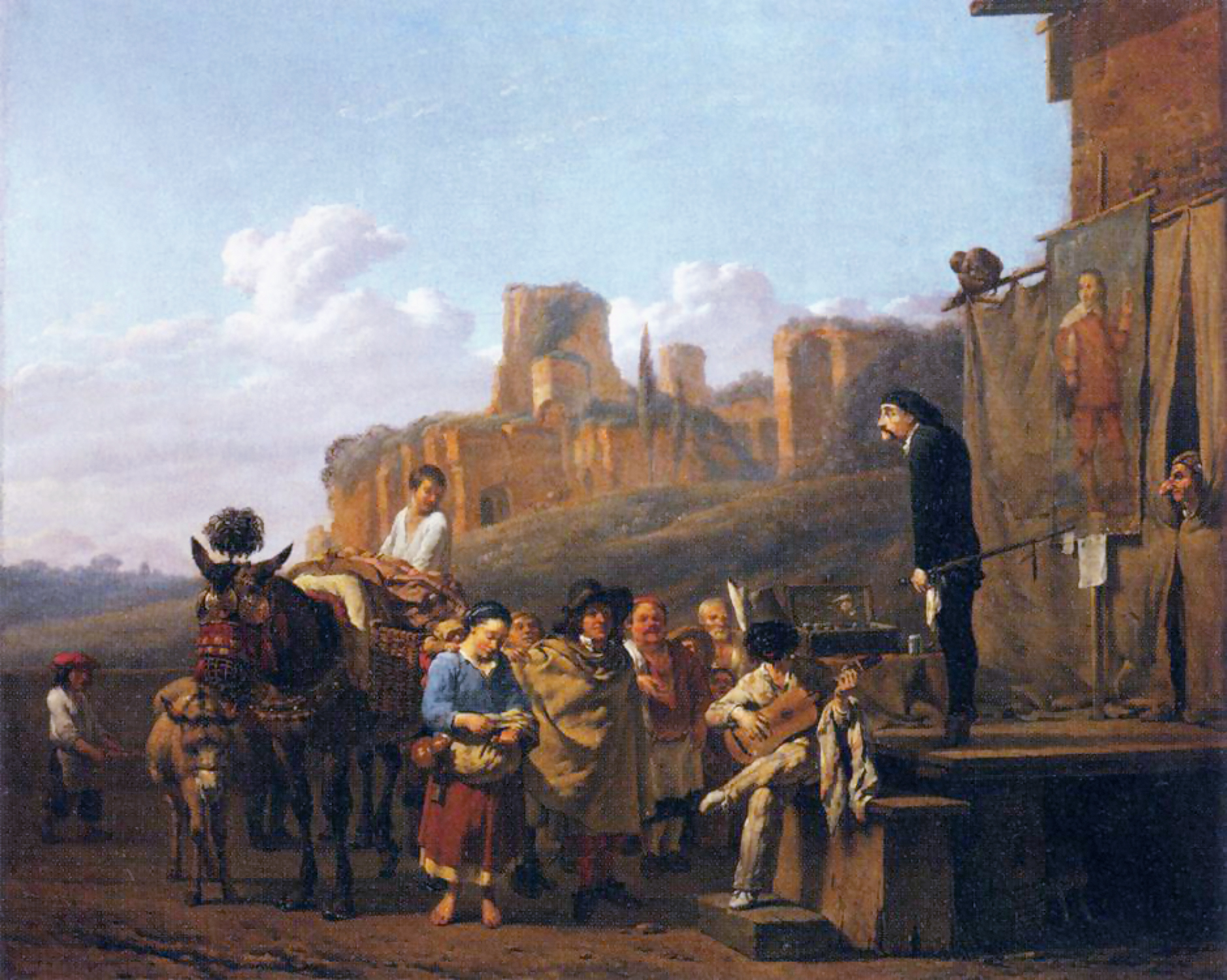
Cena do palco improvisado de uma trupe viajante, em contraste com as ruínas romanas idealizadas (Karel Dujardins, 1657. Museu do Louvre)

As origens exatas desta forma de comédia são desconhecidas. Alguns reconhecem nela a herdeira das Festas Atelanas, assim chamadas porque se realizavam na cidade de Atella, na Península Itálica meridional, em homenagem a Baco. As Fabulae Atellane, farsas populares burlescas e grosseiras, eram uma das modalidades de comédia da antiguidade romana.
I Gelosi (Os Ciumentos), dos irmãos Andreni, foi a primeira companhia teatral de que se tem notícia. Foi fundada em 1545 por oito atores de Pádua que se comprometeram a atuar juntos até à quaresma de 1546. Foram os primeiros a conseguir viver exclusivamente da sua arte. Neste âmbito, destaca-se também o nome de Angelo Beolco (1502-1542), mais conhecido como Ruzante, considerado um precursor da commedia dell’arte. Beolco foi autor dos primeiros documentos literários em que os personagens eram tipificados. Outra das suas facetas mais conhecidas foi a de ator. Ele representava a personagem de Ruzante, um camponês guloso, grosseiro, preguiçoso, ingénuo e zombador.
Desde o seu início, a commedia dell'arte fascinou e atraiu o público entre as classes sociais mais elevadas. As melhores companhias - I Gelosi, I Confidenti, I Fedeli – conseguiram levar as suas peças da rua para o palácio, fascinando audiências mais nobres. Devido a esse apoio, foi-lhes permitido extrapolar as fronteiras do seu país de origem e viajar por toda a Europa, especialmente a partir de 1570. As companhias itinerantes levaram as suas peças a todas as grandes cidades da Europa renascentista, deixando a sua marca em França, Espanha, Inglaterra, entre outros. Mais tarde, dramaturgos como Ben Jonson, Molière, Marivaux e Gozzi vão inspirar-se nas personagens estereotipadas da commedia dell'arte.

No século XVIII, a commedia dell'arte entra em decadência, tornando-se vulgar e licenciosa. Alguns autores tentaram recuperá-la, criando textos baseados em situações típicas desse estilo de teatro, mas a espontaneidade e a improvisação que lhe eram peculiares não tardou a desaparecer. Em meados do século XVIII, o dramaturgo veneziano Carlo Goldoni revitalizou as fórmulas da commedia dell'arte através da introdução de maior ênfase no roteiro e de elementos mais realistas, que tornaram as suas peças conhecidas em toda a Europa.

## Características

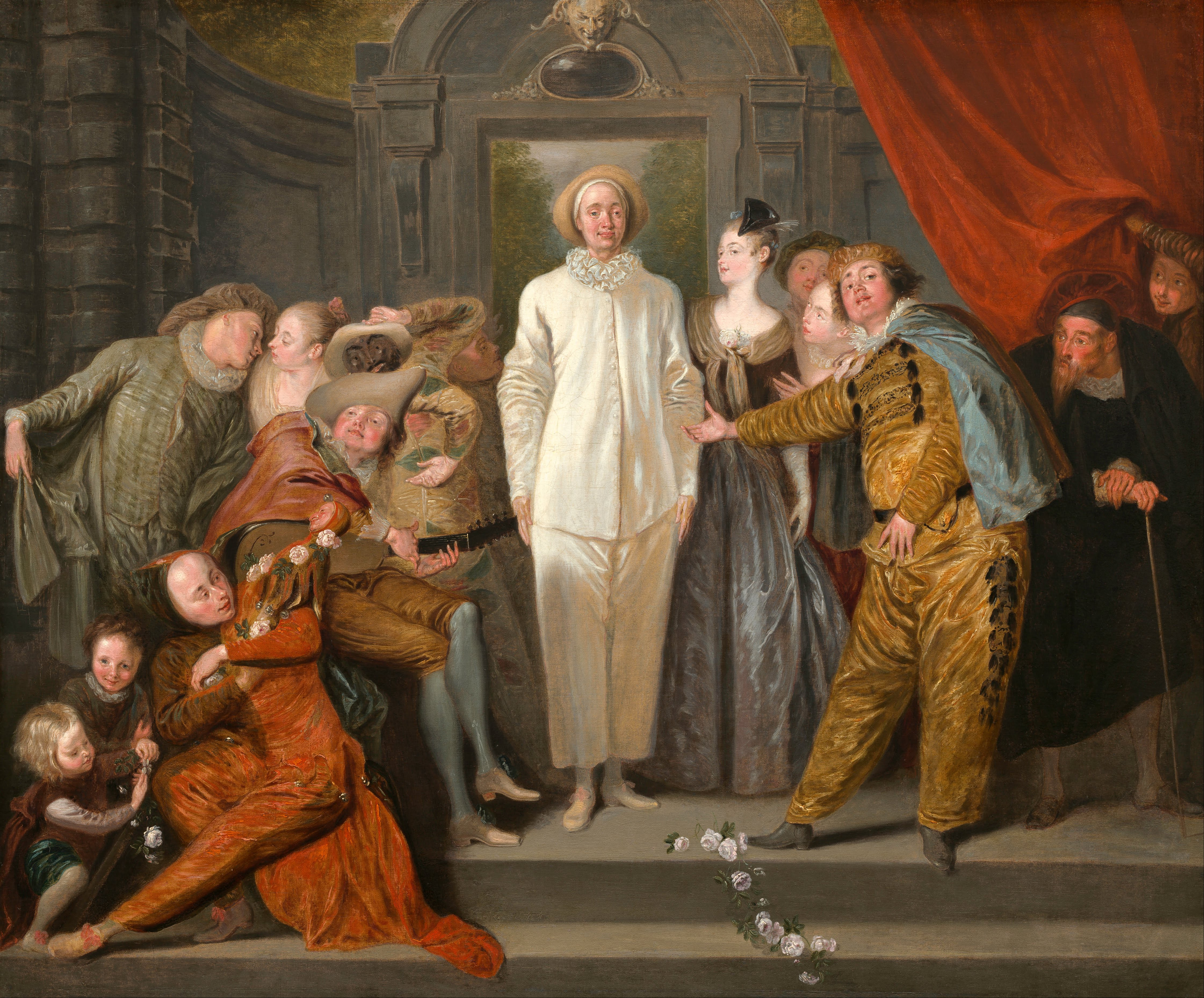
Antoine Watteau - Comediantes italianos

As representações teatrais, levadas a cabo por atores profissionais, eram feitas nas ruas, praças, e na parte de trás de suas carroças de viagem. Ocasionalmente, companias de teatro como I Gelosi apresentavam-se nas cortes. Elas fundaram um novo estilo e uma nova linguagem, caracterizadas pela utilização do cómico. Ridicularizando militares, prelados, banqueiros, negociantes, nobres e plebeus, o seu objetivo último era o de entreter um vasto público que lhe era fiel, provocando o riso através do recurso à música, à dança, a acrobacias e diálogos pejados de ironia e humor.
O actor era o elemento mais importante neste tipo de peças. Muitas vezes, cenários resumiam-se a uma enorme tela pintada com a perspectiva de uma rua, de uma casa ou de um palácio.
As encenações da Commedia dell’arte baseavam-se na criação colectiva. Os actores apoiavam-se num esquema orientador e improvisavam os diálogos e a acção, deixando-se levar ao sabor da inspiração do momento, criando o tão desejado efeito humorístico. Eventualmente, as soluções para determinadas situações foram sendo interiorizadas e memorizadas, pelo que os actores se limitavam a acrescentar pormenores que o acaso suscitava, ornamentados com jogos acrobáticos.
O elevado número de dialectos que se falavam na Itália pós-renascentista determinou a importância que a mímica assumia neste tipo de comédia. O seu uso exagerado servia, não só o efeito do riso, mas a comunicação em si. Comumente uma companhia nada fazia para traduzir o dialecto em que a peça era representada à medida que fosse actuando nas inúmeras regiões por que passava. Mesmo no caso das companhias locais, raras eram as vezes em que os diálogos eram entendidos na sua totalidade. Daí que atenção se centrasse na mímica e nas acrobacias, a única forma de se ultrapassar a barreira da ausência de unidade linguística. 
As companhias, formadas por até dez ou doze actores, apresentavam personagens tipificados. Cada actor desenvolvia e especializava-se numa personagem fixa, cujas características físicas e habilidades cómicas eram exploradas até ao limite. Variavam apenas as situações em que as personagens se encontravam.